# Maria Feio
Maria Genoveva Figueiredo Feio Rebelo Castelo Branco (Guiães, [[29 de junho de 1870]] - 1939) foi uma escritora, feminista e republicana portuguesa. Escreveu para várias publicações, sob os nomes Maria de Figueiredo Feio, Maria de Azevedo Feio, Maria de Azevedo e Maria Feio. 

## Biografia
Nasceu em Guiães, a primeira filha de D. Catarina Máxima de Figueiredo Abreu Castelo Branco, escritora publicada no Diário de Notícias e poetisa, e de Sebastião Pereira Rebelo Feio, morgado de Vila Real.
Aos quinze anos publicou os primeiros versos no Almanaque de Lembranças Luso-Brasileiro, do qual tanto a sua mãe como a tia, Leonor Adelaide de Figueiredo eram habituais colaboradoras.
Casou com António Albino Gomes de Azevedo, comerciante regressado do Brasil com o dobro da sua idade, pouco depois de debutar na sociedade local. Dele teve um filho, Sebastião Feio de Azevedo. Voltou a publicar no Almanaque em 1890, depois da morte do pai, para quem compõs uma elegia. A vida conjugal limitava-a ao papel de esposa e mãe, e por esse motivo dá-se um interregno na sua criação literária, durante o qual criou o único filho. Começou a sofrer crises nervosas e foi internada num sanatório. Mudou-se para o Porto, onde ficava em hotéis ou casas de conhecidos. Apesar de considerar divorciar-se do marido, não o fez devido ao estigma então associado a este processo.  Sob o nome de Maria de Figueiredo Feio voltou a colaborar com o Almanaque entre 1908 e 1915. Dedicou-se então à escrita de biografias, à literatura para crianças, e à poesia.
Em Dezembro de 1914 realizou a conferência: "O problema máximo da educação moral sob o ponto de vista individual e coletivo", na Universidade de Coimbra. É ainda publicada na imprensa espanhola. Apesar de se identificar como republicana e feminista, não foi acolhida por outras militantes pelo seu estatuto de mulher sem família.
Correspondeu-se com Carolina Michaëlis, Virgínia de Castro e Almeida, Teófilo Braga, Bernardino Machado, Justino de Montalvão e Fernando de Sousa Costa, e escreveu para A Capital, O Primeiro de Janeiro, O Comércio do Porto, Vanguarda, Lucta, Novidades, entre outros.

## Obra escrita
- 1915 - Alma de Mulher: Notas de um Diário Íntimo de Reflexões - Famalicão, Tipografia Minerva
- 1915 - Calvário de Mulher: o Prejuízo dos Sexos dentro do Prejuízo da Guerra - Lisboa (ler na Wikisource)
- 1915 - Verdades; Corações Infantis; Argumentos
- 1920 - "Doida Não!" Antes Vítima - Porto (ler na Wikisource)
- 1921 - Homenagem do herói do Marne, o Glorioso Marechal Joffre - Porto, Junta Patriótica do Norte
- 1921 - Amor Sublime; Corações de Mães; Espadas de heróis - Porto, Porto Editora
- 1929 - Antigas Aparições da Nossa Senhora de Fátima... na era de 1400: o Culto da Virgem no Districto de Leiria - Lisboa, Livraria Barateira